# Уоллфиш, Элизабет
Элизабет Уоллфиш (англ. Elizabeth Wallfisch; род. 28 января 1952, Мельбурн) — австралийская скрипачка, специализирующаяся в области барочной музыки.

## Биография
Окончила Лондонскую Королевскую академию музыки, ученица Фредерика Гринке. В молодые годы получила ряд призов на международных конкурсах, в том числе специальную премию за исполнение музыки Иоганна Себастьяна Баха на конкурсе скрипачей имени Карла Флеша (1974). В середине 1970-х гг. начала активно концертировать, выступала с такими оркестрами, как Ливерпульский филармонический оркестр, Оркестр эпохи Просвещения, Австралийский камерный оркестр, оркестр Fiori Musicali и др. Среди гастрольных выступлений Уоллфиш — такая экзотика, как исполнение скрипичного концерта Иоганнеса Брамса в столице Зимбабве Хараре с местным симфоническим оркестром.
В 1989 г. основала трио Локателли (в дальнейшем название изменено на Трио «Convivium») вместе с виолончелистом Ричардом Танниклиффом и клавесинистом Полом Николсоном.
В обширной дискографии Уоллфиш — скрипичные концерты Баха, Вивальди, Тартини, Джанбаттиста Виотти, Йозефа Мысливечека, Луи Шпора, сонаты Баха, Вивальди, Генделя, Пьетро Локателли, Франческо Верачини, Томазо Альбинони и др.
Профессор барочной скрипки в Гаагской консерватории.